# 소켓 4

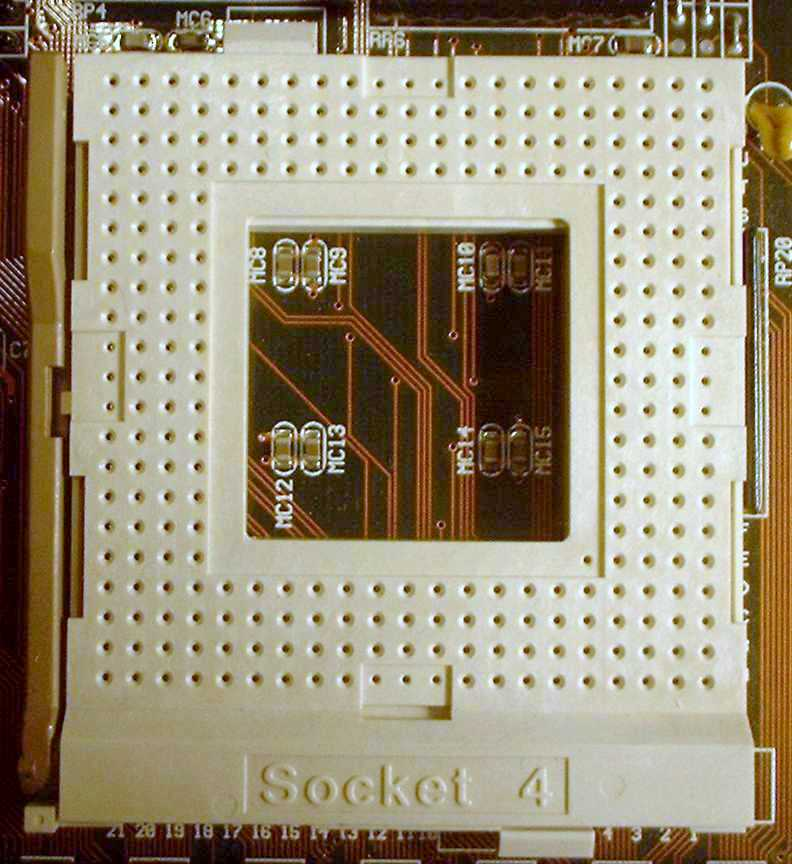
소켓 4

소켓 4(Socket 4)는 1993년에 발표된 소켓으로, 초기 P5 펜티엄 마이크로프로세서용으로 설계된 최초의 CPU 소켓이었다. 소켓 4는 펜티엄의 유일한 5V 소켓이었다. 소켓 4는 120MHz(60MHz 펜티엄의 경우) 또는 133MHz(66MHz 펜티엄의 경우)에서 실행할 수 있는 특수 펜티엄 오버드라이브를 지원한다.
소켓 4는 1994년에 3.3V 전원 소켓 5로 대체되었다.

## 같이 보기
- 인텔 마이크로프로세서 목록